# Infozentrum „Seenland – Wasser für Franken“

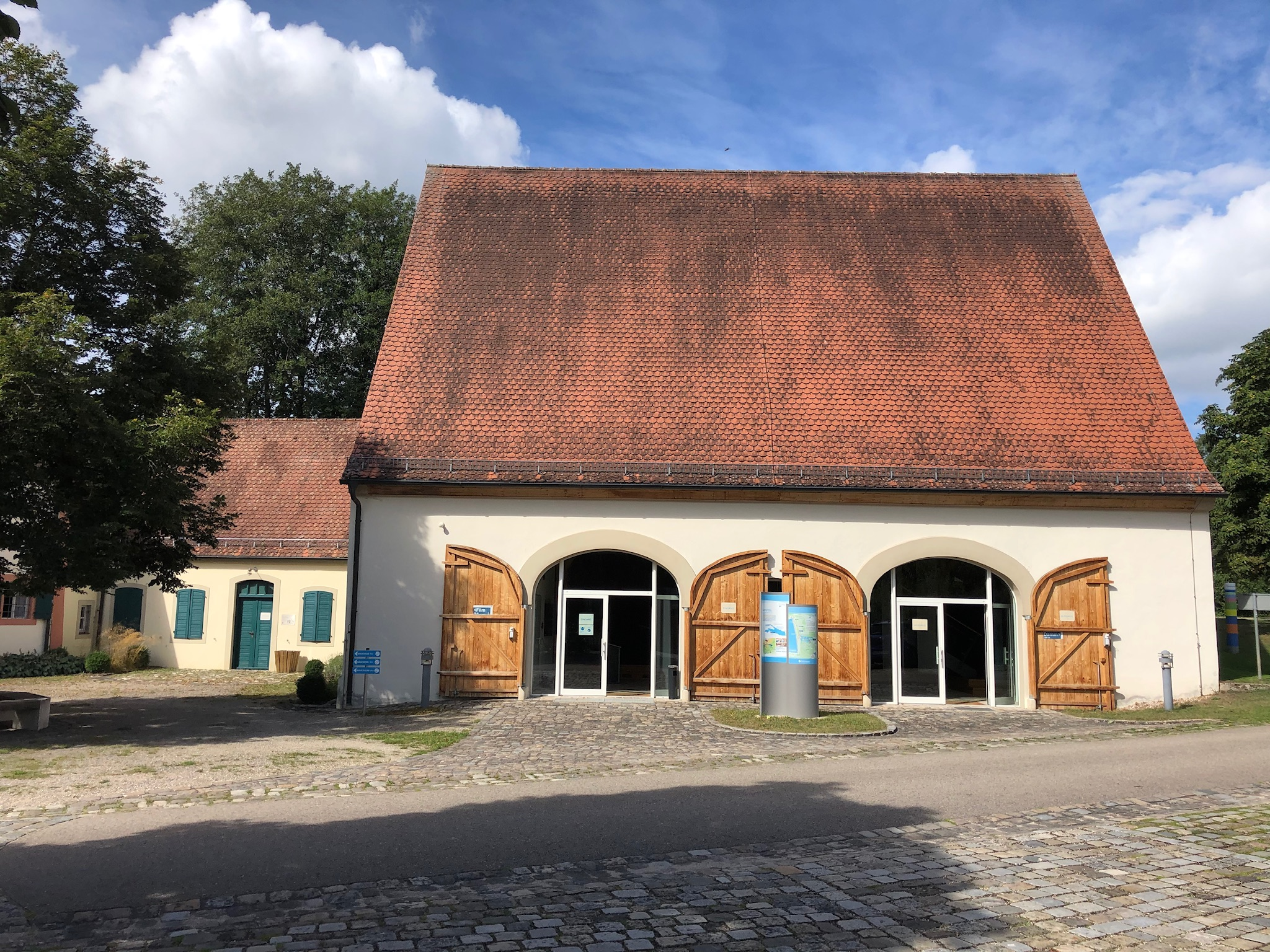
Infozentrum Seenland

Das  Infozentrum „Seenland – Wasser für Franken“ (auch meist Infozentrum Fränkisches Seenland genannt) dokumentiert die Entwicklung des Fränkischen Seenlands. Es befindet sich unterhalb des Damms des Großen Brombachsees in der bei der Errichtung des Sees aufgegebenen Mandlesmühle, einem Gemeindeteil des Marktes Pleinfeld im mittelfränkischen Landkreis Weißenburg-Gunzenhausen (Bayern), und hat die postalische Adresse Mandlesmühle 1. Betrieben wird das Infozentrum vom Wasserwirtschaftsamt Ansbach, das unweit die Seemeisterstelle Brombachsee betreibt. Eröffnet wurde es im Mai 2008 vom bayerischen Ministerpräsidenten Günther Beckstein und Umweltminister Otmar Bernhard.
Dokumentiert wird auf zwei Stockwerken und einer Fläche von insgesamt rund 300 Quadratmetern die Entstehung des Fränkischen Seenlands sowie seine wasserwirtschaftliche Funktion als Wasser-Überleitung vom wasserreichen Südbayern in das regenarmen Nordbayern. Ferner wird die Geschichte der dreizehn Orte behandelt, die dem Seenland weichen mussten. Auch thematisiert wird der Versuch der Errichtung des Karlsgrabens (Fossa Carolina) im 8. Jahrhundert.